# Вальдземюллер, Мартин
Ма́ртин Вальдземю́ллер (нем. Martin Waldseemüller; ок. 1470 — 16 марта 1520), известный также по латинизированной форме имени Гилакомилус (лат. Hylacomylus) — немецкий картограф, известный благодаря составлению самой ранней карты (1507 год), на которую нанесено название «Америка». Он предположил, что название «Америка» происходит от латинского варианта имени Америго Веспуччи. Вальдземюллер не знал наверняка и просто пытался объяснить слово, которое встречал на других картах — в том числе и на карте Кабота. Позднее на своей карте мира 1513 года он заменил слово «Америка» на «Terra Incognita».

## Биография
Получил образование во Фрайбурге-им-Брайсгау, окончив Фрайбургский университет. В юности жил в Швейцарии, где у его дяди была типография, около 1505 года переехал в Лотарингию, в городок Сен-Дье.
В 1507 году Вальдземюллер совместно с Матиасом Рингманном разработали и опубликовали сочинение «Введение в космографию» с картой мира, употребив для названия одного из континентов слово «America». Изображение этой неизвестной земли впервые появилось годом ранее на карте Джованни Маттео Контарини. Название карты Universalis Cosgraphia secundum Ptholomaei Traditionem et Americi Vespucii alioru que lustrationes («Универсальная космография по традиции Птолемея и исследованиям Америго Веспуччи и др.») отражено в портретах, размещённых в её верхней части.
В 1513 году одна из карт Вальдземюллера была опубликована в издании «Географии Птолемея» Иоганном Шоттом.
В 1516 году Вальдземюллер выпустил ещё одну крупномасштабную настенную карту мира на двенадцати печатных листах — «Карту морских странствий португальских путешественников» (Carta marina navigatoria Portvgallen navigationes), напечатанную в Страсбурге. Основой для этого издания послужила карта Николоса де Кавери. Каждый фрагмент карты имеет размер 45,5 × 62 см, общий её размер достигает 1,28 × 2,33 метра.
- Карта Мартина Вальдземюллера 1507 года
- Карта мира 1516 года (М. Вальдземюллер)